# Los superagentes contra todos
Los superagentes contra todos es una película de Argentina filmada en Eastmancolor dirigida por Carlos Galettini sobre el guion de Salvador Valverde Calvo que se estrenó el 10 de julio de 1980 y que tuvo como actores principales a Julio de Grazia, Víctor Bó, Ricardo Bauleo y Carmen Barbieri.

## Sinopsis
Los superagentes del servicio secreto Acuario enfrentan a un jefe mafioso.

## Reparto
- Julio De Grazia …Mojarrita
- Ricardo Bauleo …Tiburón
- Victor Bo …Delfín
- Carmen Barbieri ... Michelle
- Walter Santa Ana ... Renato Carbucci alias "el Nono"
- María Rosa Loiácono ... Susy
- Augusto Larreta ... El jefe
- Juan Carlos Puppo ...Antonio Puccini alias "el Tenore"
- Daniel Aguilar
- Juan Carlos Gianuzzi ... Joe Mordini alias "el Chacal
- Miguel Logarzo ... Ing. Kramer
- Luis Martínez Rusconi
- Carlos Verón
- Juan Carlos Ricci ... Luciano Caponi alias "Ratatá"
- Eduardo Humberto Nóbili
- Carlos Galettini
- Santiago Carlos Oves
- Enzo Bai

## Comentarios
Raúl Álvarez Pontiroli en Convicción escribió:

«Los superagentes están contra todos sin excluir a los chicos.»

La Prensa escribió:

«Tiburón, Delfín y Mojarrita se repiten hasta el hartazgo.»

Manrupe y Portela escriben:

«Rutinaria reiteración con algunos buenos actores desaprovechados en el reparto.»